# Jan Hruška (fotbalista)
Jan Hruška (* 20. prosince 1957 v Darkovičkách) je bývalý československý fotbalista, útočník. Po skončení aktivní kariéry působí jako trenér.

## Fotbalová kariéra
V československé lize hrál za Baník Ostrava a Zbrojovku Brno. Nastoupil ve 23 ligových utkáních a dal 5 gólů. Jeho ligovou kariéru ukončilo zranění. Ve druhé nejvyšší soutěži hrál za TJ VOKD Poruba (1977–1981), krátce za VTJ Tábor (1985) a poté za TJ Ostroj Opava (1986–1988). V sezoně 1988/89 hrál 4. nejvyšší soutěž za Krnov, dále pokračoval v Moravanu Oldřišov v okresních a krajských soutěžích.

## Ligová bilance
| Ročník                                   | Zápasy | Góly | Minuty | Klub              |
| ---------------------------------------- | ------ | ---- | ------ | ----------------- |
| 1. československá fotbalová liga 1977/78 | 1      | 0    | 55     | TJ Baník Ostrava  |
| 1. československá fotbalová liga 1981/82 | 22     | 5    | 1256   | TJ Zbrojovka Brno |
| CELKEM                                   | 23     | 5    | 1311   |                   |